# Schizoprymnus rubens
Schizoprymnus rubens är en stekelart som beskrevs av Jakimavicius 1973. Schizoprymnus rubens ingår i släktet Schizoprymnus och familjen bracksteklar. Inga underarter finns listade i Catalogue of Life.